# Lepiderema hirsuta
Lepiderema hirsuta är en kinesträdsväxtart som beskrevs av Sally T. Reynolds. Lepiderema hirsuta ingår i släktet Lepiderema och familjen kinesträdsväxter. Inga underarter finns listade i Catalogue of Life.